# 妝飾銜鰕虎魚
妝飾銜鰕虎魚（学名：Istigobius ornatus）为鰕虎鱼科銜鰕虎魚属的鱼类，俗名妆氏珠鰕虎鱼、饰衔鲨。分布于黄海、印度洋非洲东岸至太平洋中部密克尼罗尼西亚和萨摩亚群岛、北至日本、南至澳大利亚以及西沙群岛、海南岛等海域、台湾海峡等，属于暖水性鱼类，體長可達11公分。其多栖息于沿岸岩礁和珊瑚礁丛中，可做為觀賞魚。该物种的模式产地在马萨瓦、红海。